# Ligne 1 du tramway de Besançon
Pour l’article homonyme, voir Ligne 1.
La ligne 1 du tramway de Besançon relie l'agglomération d'ouest en est, partant du quartier des Hauts du Chazal, l’hôpital Jean-Minjoz, Planoise, Micropolis et son pôle d'échanges, les secteurs Grette et Brûlard, le pôle d'échanges de Saint-Jacques, le centre-ville de Besançon par les quais, Battant, la place de la Révolution, le quartier des Chaprais, l'écoquartier des Vaites, le secteur de Palente-Orchamps et son pôle d'échanges et la zone commerciale des Marnières à Chalezeule.

## Tracé

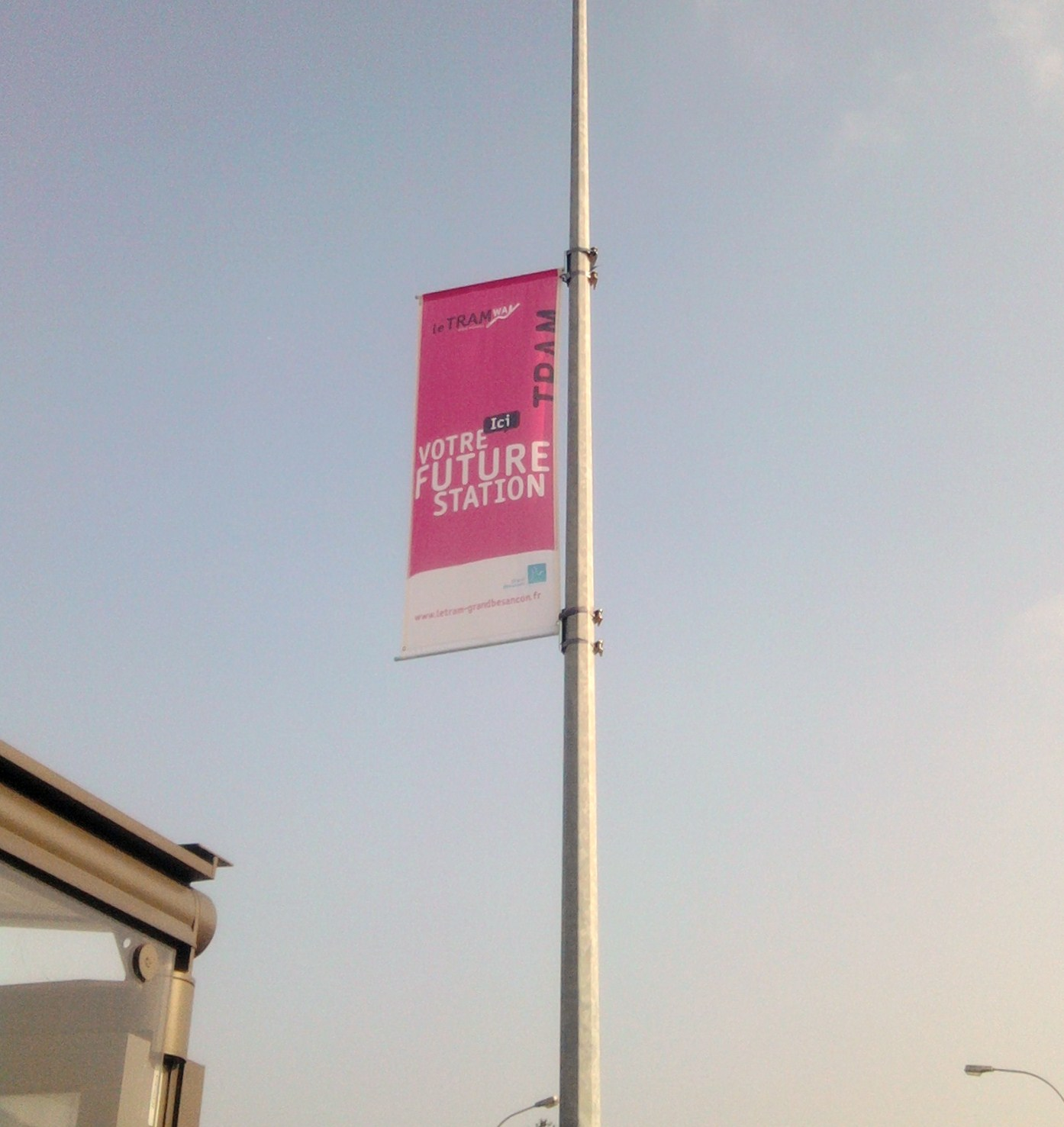
Drapeau signalant une future station du tramway de Besançon.

|  |   |  | Stations            | Lat/Long                    | Communes desservies | Correspondances                                                 |
|  | - |  | ------------------- | --------------------------- | ------------------- | --------------------------------------------------------------- |
|  | ■ |  | Hauts du Chazal     | 47° 13′ 18″ N, 5° 57′ 05″ E | Besançon            | TRAM T2 BUS 7                                                   |
|  | • |  | UFR Santé           | 47° 13′ 25″ N, 5° 57′ 22″ E | Besançon            | TRAM T2                                                         |
|  | • |  | Maison des Familles | 47° 13′ 34″ N, 5° 57′ 36″ E | Besançon            | TRAM T2                                                         |
|  | • |  | CHRU Minjoz         | 47° 13′ 35″ N, 5° 57′ 50″ E | Besançon            | TRAM T2                                                         |
|  | • |  | Île-de-France       | 47° 13′ 19″ N, 5° 58′ 02″ E | Besançon            | TRAM T2 BUS L4                                                  |
|  | • |  | Époisses            | 47° 13′ 21″ N, 5° 58′ 22″ E | Besançon            | TRAM 2                                                          |
|  | • |  | Allende             | 47° 13′ 11″ N, 5° 58′ 24″ E | Besançon            | TRAM T2 BUS 7 BUS 51 52 54 55 56 57 58                          |
|  | • |  | Micropolis          | 47° 13′ 14″ N, 5° 58′ 42″ E | Besançon            | TRAM T2 BUS 7 BUS 51 52 53 54 55 56 57 58                       |
|  | • |  | Malcombe            | 47° 13′ 21″ N, 5° 58′ 57″ E | Besançon            | TRAM T2                                                         |
|  | • |  | Rosemont            | 47° 13′ 34″ N, 5° 59′ 50″ E | Besançon            | TRAM T2                                                         |
|  | • |  | Brulard             | 47° 13′ 42″ N, 6° 00′ 22″ E | Besançon            | TRAM T2                                                         |
|  | • |  | Polygone            | 47° 13′ 47″ N, 6° 00′ 39″ E | Besançon            | TRAM T2 BUS 9                                                   |
|  | • |  | Chamars             | 47° 14′ 01″ N, 6° 01′ 13″ E | Besançon            | TRAM T2 BUS L4 L6 9 10 21 23 Ginko Citadelle BUS 81 82 83 85 86 |
|  | • |  | Canot               | 47° 14′ 10″ N, 6° 00′ 57″ E | Besançon            | TRAM T2                                                         |
|  | • |  | Battant             | 47° 14′ 22″ N, 6° 01′ 10″ E | Besançon            | TRAM T2 BUS 8                                                   |
|  | • |  | Révolution          | 47° 14′ 25″ N, 6° 01′ 22″ E | Besançon            | TRAM T2                                                         |
|  | • |  | République          | 47° 14′ 27″ N, 6° 01′ 38″ E | Besançon            | TRAM T2 BUS L3 L4 L5 L6 11 12                                   |
|  | • |  | Parc Micaud         | 47° 14′ 34″ N, 6° 01′ 47″ E | Besançon            | TRAM T2                                                         |
|  | • |  | Fontaine-Argent     | 47° 14′ 40″ N, 6° 01′ 52″ E | Besançon            |                                                                 |
|  | • |  | Tristan Bernard     | 47° 14′ 46″ N, 6° 02′ 02″ E | Besançon            |                                                                 |
|  | • |  | Brûlefoin           | 47° 14′ 53″ N, 6° 02′ 14″ E | Besançon            | BUS L5                                                          |
|  | • |  | Les Vaîtes          | 47° 14′ 59″ N, 6° 02′ 32″ E | Besançon            |                                                                 |
|  | • |  | Schweitzer          | 47° 15′ 11″ N, 6° 02′ 35″ E | Besançon            |                                                                 |
|  | • |  | Croix de Palente    | 47° 15′ 22″ N, 6° 02′ 41″ E | Besançon            |                                                                 |
|  | • |  | Lilas               | 47° 15′ 38″ N, 6° 02′ 30″ E | Besançon            |                                                                 |
|  | • |  | Orchamps            | 47° 15′ 47″ N, 6° 02′ 43″ E | Besançon            | BUS L4 L6 25 BUS 71 72 73 74 75                                 |
|  | • |  | Fort Benoit         | 47° 15′ 44″ N, 6° 03′ 02″ E | Besançon            | BUS 71 72 73 74 75                                              |
|  | • |  | Marnières           | 47° 15′ 48″ N, 6° 03′ 20″ E | Chalezeule          |                                                                 |
|  | ■ |  | Chalezeule          | 47° 15′ 41″ N, 6° 03′ 39″ E | Chalezeule          | Parc relais                                                     |

 Toutes les stations sont accessibles aux handicapés.

## Matériel roulant

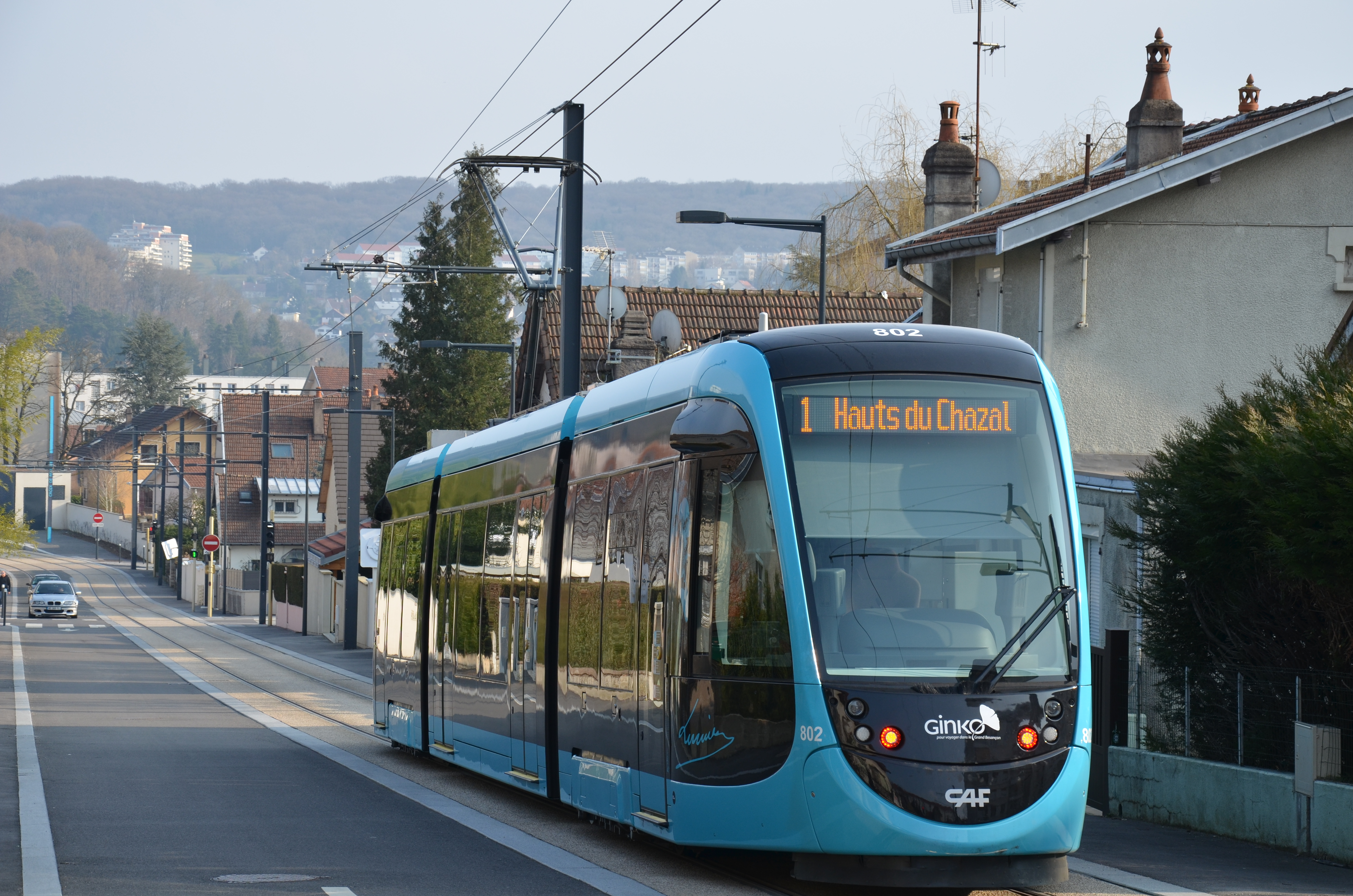
CAF Urbos 3 près de la station Croix de Palente.

La ligne 1 circule avec des rames CAF Urbos 3.

## Projets d'extension
Une communication de voie ferrée a été installée au-delà du terminus des Hauts du Chazal à l'ouest permettant un éventuel prolongement de ligne vers la zone commerciale de Châteaufarine.